# 達居森と湖畔自然公園
達居森と湖畔自然公園（たっこもりとこはんしぜんこうえん）は、宮城県黒川郡大衡村にある自然公園。

## 概要
大衡村西部の山岳地帯入り口の牛野ダム周辺にあって、公園内には達居森遊歩道、牛野キャンプ場がある。遊歩道は、標高262.6mの達居森山頂まで約1.5kmのなだらかな道程で、軽装での気軽なハイキングが楽しめる。キャンプ場には、テントサイトや炊事場、トイレなどが整備されており、硬貨で水道も利用可能。『宮城の自然百選』に選ばれていて、湖畔の桜の開花時期や、夏のキャンプ、秋の紅葉時期は特に賑わう。キャンプ場は冬期間は利用できず、それ以外は大衡村都市整備課に申し込むことで利用できる。船形連峰を遠望する格好のポイントともなっている。

## 周辺の見所

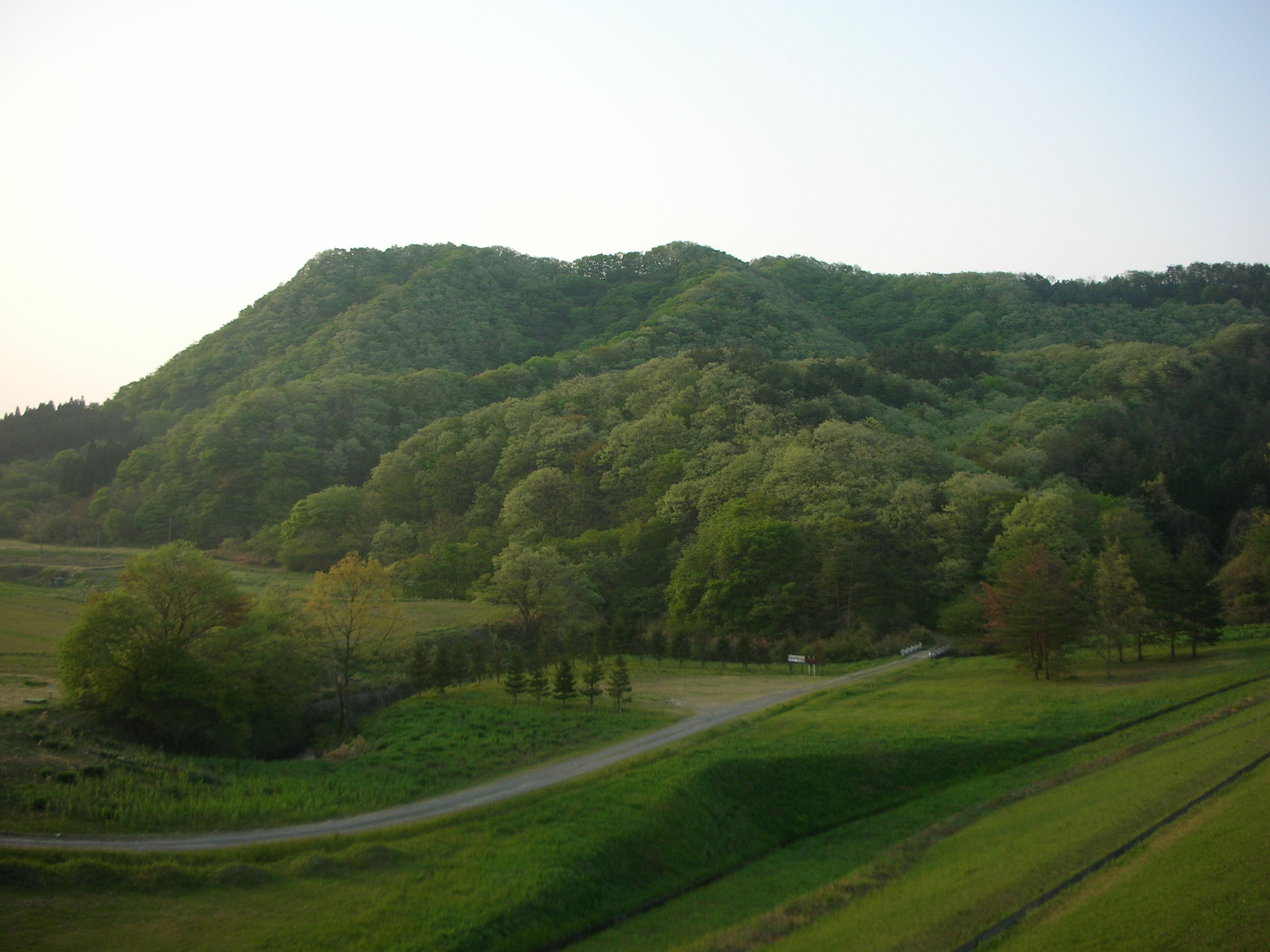
遊歩道で登山の楽な達居森

- 貴船神社
- 大瓜八幡神社
- 大衡八幡神社
- 大衡城
- 昭和万葉の森
- 万葉クリエートパーク

## アクセス
- 東北自動車道大衡ICから車で20分
- 駐車場　普通車50台、無料